# 金權政治
金權政治（英語：plutocracy）或者財閥政治（plutarchy），是寡头政治的一种形式，由擁有巨大財富的人所统治或控制的社会。

## 概述
1631年, 第一次书面使用这个术语 。不同于民主主義、资本主义、社会主义或无政府主义等理论，金钱政治的理论并不来源于任何政治哲学。虽然这个术语本身是个贬义词，但富豪阶层可能一直利用舆论和政策等祕密地或潜移默化地推行着这种统治形式。

## 世界各地的情況
2015年，自由台湾党提出破除台湾金权政治体系的主张 。2015年，香港東方日報报道称中国大陆两会成了金权政治的俱乐部。2016年报道，美国是典型的金权政治 。长期以来，以华盛顿K街一帶的遊說公司为代表的各种说客组织，是推销美国金权政治的无形之手。

## 釋義
金權政治（Plutocracy）的英文字根，來自古希臘語：。它由兩個字根組成，古希臘語：（ploutos），意思為財富，以及古希臘語：（kratos），意思為統治，或是政權。它最早由亞里斯多德提出。